# 물병자리 98
물병자리 98은 천구 적도 근처의 물병자리 방향에 있는 항성이다. 물병자리 ‘98’은 플램스티드 명명법에 따른 표기로 바이어 명명법으로는 물병자리 b1로 표기한다. 겉보기 등급은 3.97로 맨눈으로 볼 수 있다. 히파르코스의 시차 자료에 따르면 이 별과 지구 사이의 거리는 약 163 광년이다.
질량은 태양의 두 배가 넘으며 항성 진화에서 주계열성 단계를 벗어나 거성 단계에 들어서 있다. 분광형은 K0 III이며 최외곽 대기의 유효 온도는 4,630 켈빈이며 우리 눈에는 오렌지색 빛으로 보인다. 측정된 각지름은 2.54 ± 0.13 밀리초각이다. 물병자리 98과의 거리를 고려하면 98의 크기는 우리 태양의 14배 정도이다.